# Німецька філософія
Німецька філософія — філософія німецькомовного простору. Через фрагментовану німецьку історію німецька філософія, природно, почала формувати справді національний профіль порівняно пізно — але німецькі філософи завжди робили значний внесок у європейську інтелектуальну історію.
Тільки з XVIII століття почав розвиватися типово німецький підхід до філософії, що охоплював не лише зміст і мову, але й характер філософів. Німецька філософія надовго залишається академічною справою; громадськість не бере участі в дебатах, в обговоренні питань.
У своєму університетському середовищі німецькі філософи вважають за краще вирішувати проблеми, що виникають внаслідок наукових розробок з дисциплін відповідної епохи. Філософські школи та течії також пристосовуються до цієї тенденції.

## Середньовіччя
Передумови для розвитку гуманітарних наук були створені разом з Карлом Великим в епоху Каролінгського та Отонського Відродження шляхом створення монастирських та палацових шкіл, в яких викладалося «лат. septem artes liberales»: Сім вільних мистецтв. В основному використовувалися стародавні тексти, написані виключно латинською мовою.
Першу німецьку філософську термінологію створив швейцарець Ноткер Лабео; але це не включено до письмових робіт XVII століття. Цей розвиток філософської мови в основному здійснювався в контексті німецької містики, головним представником якої є Майстер Екхарт. Інший представник німецької містики — Хільдегард фон Бінген.
У середньовіччі Альберт Магнус став найважливішим представником німецької філософії, яка повністю перебувала під загальноєвропейським впливом схоластики.
На початку XV століття Ніколаус фон Куес визначив найблагороднішим завданням філософії діалектичне мислення, як збіг протилежностей лат. coincidentia oppositorum. Це суттєво контрастує з переважаючим тоді логічним розумінням суперечливості мислення, як брехні. Він першим уточнив свій метод мислення з математичними міркуваннями щодо поняття нескінченності: У нескінченно великому колі кола і лінії збігаються й стають однаковими. У нескінченно малій сфері поверхня і точка співпадають. Своєю філософією Микола Кузанський перевершив багатьох мислителів, зокрема Коперника і Кеплера, які сильно визначали розвій у першу половину наступного століття.

## Гуманізм, Реформація й коперніканський поворот— 16-е століття
- Микола Коперник
- Реформація, Лютер
- Гуманізм з Італії / Відродження

## Системна філософія в 17-му столітті
До XVII століття переважали закон та натурфілософія (Парацельс).
Першим універсальним мислителем тогочасної сучасності був Лейбніц, який з середини XVII ст. працював у м. Берліні. Він був засновником німецького раціоналізму. Своєю теорією монад він намагався пояснити світ, який, з одного боку, враховував механістичний світогляд французького мислителя Декарта, але з іншого боку також повинен був дотримуватися сумісності з релігійними уявленнями того часу. З цією метою він запропонував раціоналістично-ідеалістичну думку, в центрі якої монада, живі, прості одиниці, з яких будувався світ у цілому. Оскільки Бог представляє первісну монаду, то використано цю функцію, щоби пристосувати всі монади до гармонійно упорядкованого космосу і, таким чином, створити так звану заздалегідь встановлену гармонію. Ось чому Лейбніц вважав, що наш світ найкращий із усіх можливих.
Християн Томазій був першим, хто використав німецьку мову у своїх філософських працях, що до того часу були написані латинською мовою. Також Томазій прочитав першу лекцію в університеті на німецькій мові в 1687 році.

## Німецьке Просвітництво у 18 столітті
Німецьке Просвітництво — частина інтелектуального руху, що розпочався у XVII-XVIII століттях. Століття справило вплив на різні сфери життя Європи. Його коріння можна знайти переважно у Франції та Англії. Важливими представниками німецького Просвітництва були Християн Томазій, Христіан Вольф, Мозес Мендельсон, Лесінг, Кант, Гердер та багато інших.
Наприкінці 1680-х років Томасій оголосив, що тепер читатиме лекції німецькою мовою. Це також означало розрив із схоластичною філософією ортодоксального богослов'я, а також звернення до повсякденної мови та повсякденних проблем. Питання мудрості він поставив у центр свого мислення і закликав своїх читачів та студентів мислити самостійно. Ця вимога була принципово новою. До цього часу шкільна філософія повинна була міркувати про авторитетні думки духовних осіб. Цього було недостатньо для Томасія, проте він, скоріше, вимагав розпитувати владу. Цей вид філософського мислення, що включав власний досвід і власні читання різних авторів, він назвав еклектизмом. «Червона нитка» веде від еклектики до концепції Канта про зрілість.
Так звана «критична філософія» Канта задала чотири основних питання:
- Що я можу знати?
- Що я повинен зробити?
- На що я можу сподіватися?
- Хто така людина?

Відповіді на ці запитання Кант шукав у своїх трьох найважливіших роботах — критиці. У кожному із зауважень досліджуювалися можливості пізнання певного розділу реальності та розроблялися системи категорій для їх опису. У 1781 р. з'явилася праця «Критика чистого розуму», в якій він досліджував математику, природничі та метафізичні науки щодо їх можливостей. «Критика практичного розуму» (1788) досліджувала етику, політику та право, тоді як «Критика судження» 1790 р. стосувалася виробництва художніх творів, технічних пристроїв та знань, що з них можна отримати.
Хоча він сам дав найдокладнішу відповідь на свої чотири основних запитання того часу, він не пропустив відповіді на це питання своїм відомим есе: Що таке Просвітництво 1784 року, щоби спонукати інших задуматися над цим питанням. Він сам продемонстрував сміливість, необхідну для того, щоби думати власноруч і позбутися будь-якого патерналізму у великій кількості окремих наукових нарисів та статей, орієнтованих на питання того часу.

## Вік машин
Кантова філософія, що завершила цілий розділ філософії, вела суперечку між емпіриками та раціоналістами, стала відправною точкою для нових дискусій та філософських систем.
Німецькі ідеалісти посилалися на так зване ідеалістичне опрацювання проблеми «річ-у-собі» у першому виданні «Критики чистого розуму», тоді як реалісти спиралися на реалістичний варіант у другому виданні цієї ж роботи.
Завдяки німецькому ідеалізму німецька філософія здобула світову популярність. Основними його представниками були Фіхте, Шелінг та Гегель, зокрема, Гегель мав шкільну освіту в декількох напрямках; гегельянство і марксизм ґрунтуються, серед іншого, на його мисленні.
- Передмарш

Друга половина XIX століття було під знаком індустріалізації й висунуло відповідні філософії: це речення, мабуть, знайшло б підтримку людини, котра вигадала речення Буття визначає свідомість. Цей вислів був одним із керівних принципів філософії Карла Маркса. Великий прогрес науки і техніки у мисленні Маркса призвів також до соціальної теорії, що базується на природних законах, і детермінованому погляді на історію.
- Звернення до емпіричних знань
- Позитивізм

Другою важливою тенденцією в XIX ст. була філософією життя з головними представниками Ділтеєм, Шопенгауером та Ніцше.

## Таємниця реальності
Своїми новими науковими висновками XIX століття похитнуло духовну безпеку, яку було відновлено в останню епоху після секуляризації. Гейзенберга невизначеність відносини, Ейнштейна теорія відносності, і Зигмунда Фрейда психоаналітичні теорії, щоби назвати тільки три важливих приклади, що вплинули на образ життя епохи і, таким чином, на мистецтво (абстрактне мистецтво, Кандинський), науку та філософію. На початку XX ст. Неокантіанство й феноменологія стали найважливішими новими течіями філософії.
- Німецькі філософи Мартін Хайдегер і Карл Ясперс розвивали екзистенційну філософію з феноменології протягом цієї епохи.
- Ернст Блох розвивав свою «філософію надії» на основі марксизму.

## Німецька філософія після Другої світової війни
Після Другої світової війни німецька філософія зосередилася на темах з антропології, соціології, етики та філософії мови.
- Ганс Георг Гадамер (філософія мови): англосаксонська модель
- Адорно та Франкфуртська школа (критична теорія, соціологія)
- Антропологія (Арнольд Гелен)
- (Реєвропеїзація та інтернаціоналізація
- логіко-гносеологічна та методологічна спрямованість критичного раціоналізму серед інших Карл Поппер
- Хабермас: Етика дискурсу
- практична філософія[en]